# Lesson XX サウンドトラック
『Lesson XX サウンドトラック』（レッスン ダブルエックス サウンドトラック）は、ボーイズラブOVA『Lesson XX』のサウンドトラック。1994年12月21日に日本コロムビアより発売された。全10曲を収録。

## 概要
- 林政宏が劇伴作曲を担当したBGM8曲、エンディング主題歌「いつか別れる君へ」とそのオリジナル・カラオケを収録する。
- ディスクジャケットのイラストは、近永早苗が描きおろしている。

## 曲目リスト
1. プロローグ〜夏のはじまり
2. 希望
3. はしり抜ける
4. 友人達
5. 戸惑い
6. 道のり
7. 昼下がり
8. もう一つの夏
9. いつか別れる君へ（歌：REVOLVER）
10. いつか別れる君へ（オリジナル・カラオケ）